# I Like the Way (The Kissing Game)
I Like the Way (The Kissing Game) ist ein Lied von Hi-Five aus dem Jahr 1991, das von Teddy Riley, Bernard Belle und Dave Way geschrieben wurde. Es erschien auf dem selbstbetitelten Album der Band. Riley produzierte auch den Song.

## Geschichte
Vom Text her ist I Like the Way (The Kissing Game) als Liebeslied zu verstehen.
Die Veröffentlichung war am 2. Januar 1991, obwohl dieses Lied im Januar 1990 aufgenommen wurde. In den Vereinigten Staaten wurde es ein Nummer-eins-Hit. Es entspricht den Musikrichtungen R&B, Pop und New Jack Swing. Am 10. Mai 1991 wurde das Lied von der Recording Industry Association of America mit der Goldenen Schallplatte ausgezeichnet. Das Schlagzeug spielte Ralph Rolle, die E-Gitarre Patricia Halligan und das Keyboard Armando Colon.

## Musikvideo
Beim Musikvideo führte Antoine Fuqua die Regie. Es wechselt je nach Szene zwischen Farbe und Schwarzweißfotografie, in der Handlung trägt die Band das Lied in unterschiedlichen Szenen vor. Dabei sind zwischendurch auch Szenen mit Frauen zu sehen, was die Bedeutung des Liedes unterstreicht.

## Kommerzieller Erfolg

### Chartplatzierungen
| ChartsChartplatzierungen       | Höchstplatzierung | Wochen |
| ------------------------------ | ----------------- | ------ |
| Deutschland (GfK)              | 41 (8 Wo.)        | 8      |
| Vereinigte Staaten (Billboard) | 1 (23 Wo.)        | 23     |
| Vereinigtes Königreich (OCC)   | 43 (6 Wo.)        | 6      |

| ChartsJahrescharts (1991)      | Platzierung |
| ------------------------------ | ----------- |
| Vereinigte Staaten (Billboard) | 8           |

### Auszeichnungen für Musikverkäufe
| Land/Region               | Auszeichnungen für Musikverkäufe (Land/Region, Auszeichnung, Verkäufe) | Verkäufe |
| ------------------------- | ---------------------------------------------------------------------- | -------- |
| Vereinigte Staaten (RIAA) | Gold                                                                   | 500.000  |
| Insgesamt                 | 1× Gold ·                                                              | 500.000  |

## Coverversionen
- 1996: Kaleef
- 2017: CDB (90s Chill Medley)